# Římskokatolická farnost u kostela sv. Gotharda Praha-Bubeneč

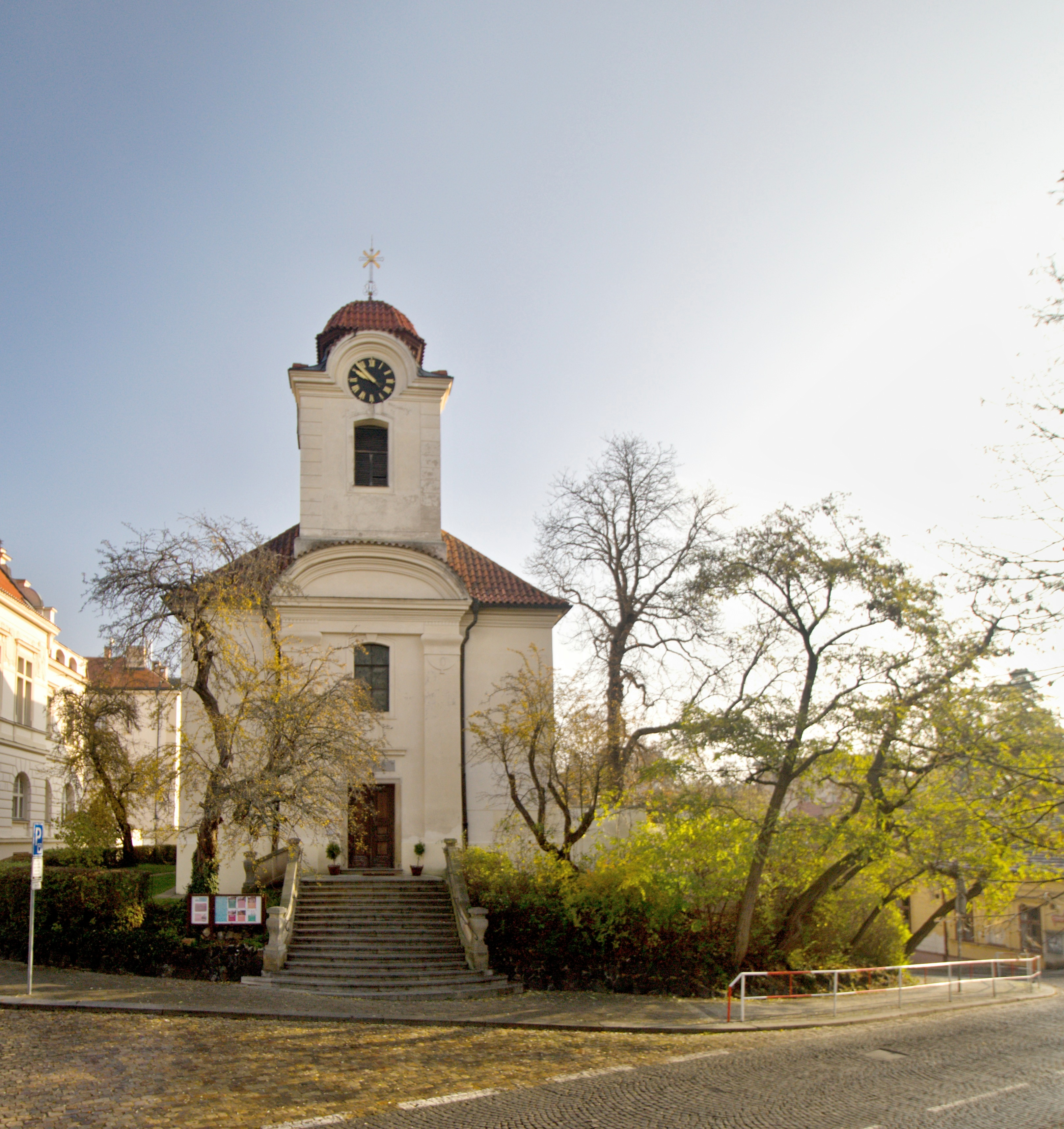
Bubenečský farní kostel sv. Gottharda

Římskokatolická farnost u kostela sv. Gotharda Praha-Bubeneč je společenství římských katolíků při kostele sv. Gotharda v městské části Praha 6-Bubeneč. 
Duchovním správcem farnosti je od 1. října 2015 farář ICLic. Mgr. et Mgr. Miloš Szabo, Th.D.

## Duchovní správci
- 1313: Vlk
- 1356: Mikuláš Holubec
- ?: Ctibor
- 1374: Racek
- 1384: Mikuláš
- 1415: interdikt nad Prahou
- 1421: zánik farnosti
- 1770: obnovení činnosti kněze v Ovenci z Bohnic
- 1778: obnovení farnosti
- 1784 - 1788: administrátor Jan Nepomuk Kautzky
- 1789: kooperátor Martin Deabis, OCarm.
- 1825 - 1840: kaplan Karel Uhlik
- 1826 - 1830: farář Ludovik Sedlický
- 1841 - 1852: farář Antonín Hora
- 1841 - 1852: kaplan František Tingel
- 1858: farář: Alex. Urban
- 1858: kaplan František Liebich
- 1865 - 1867: farář Josef Menzl
- 1865 - 1867: kaplan Antonín Malec
- 1869 - 1874: administrátor Antonín Malec
- 1874 - 1911: farář Antonín Malec
- 1874 - 1885: kaplan Antonín Hermann
- 1886 - 1892: kaplan František Vacek
- 1905: kaplan Jan Vystrčil
- 1893 - 1911: kaplan Josef Sobotka
- 1912 - 1919: farář Josef Sobotka (nar. 14.1.1863, zemřel 28.1.1920)
- 1912 - 1922: kooperátor František Krupka (nar. 30.6.1884 Hořepník)
- 1920 - 1922: administrátor František Krupka
- 1922 - 25.11.1942: farář-děkan František Krupka (nar. 30.6.1884 Hořepník, zemřel 25.11.1942 Zásmuky)
- 1942 - 1945: administrátor ThDr. Alois Wyka (nar. 20.6.1893 Hlučín, zemřel 11.3.1961 Petřkovice), pohřben v Hlučíně u sv. Markéty
- 1.3.1946 - 18.6.1955: farář-arciděkan Jan (Ladislav) Petrásek (nar. 18.5.1882 Čestín, zemřel 18.6.1955 Praha-Bubeneč), pohřben v Praze Bubenči
- 1.11.1944 - 31.5.1956: kooperátor Karel Merth (nar. 31.10.1912 Jindřichův Hradec, zemřel 6.4.1984 Hrusice-Senohraby), pohřben ve Svatém Janu u Sedlčan
- 1.7.1955 - 31.1.1957: administrátor Mons. ThDr. Josef Hermach (nar. 29.5.1924 Písek)
- 1.2.1957 - 14.2.1958: administrátor ThDr. Stanislav Novák (nar. 14.6.1917 Vlašim, zemřel 2.10.2006 Praha), pohřben v Praze na Vyšehradě
- 1.2.1957 - 14.2.1958: kaplan Mons. ThDr. Josef Hermach (nar. 29.5.1924 Písek)
- 15.2.1958 - 30.4.1960: administrátor Mons. ThDr. Josef Hermach (nar. 29.5.1924 Písek, zemřel 25.12.2002 Slaný), pohřben v Praze na Malvazinkách
- 15.2.1958 - 31.10.1958: kaplan Vojtěch Homola (nar. 13.6.1930 Bratislava-Devín, zemřel 22.3.1999 Praha), pohřben v Praze na Malvazinkách
- 1.11.1958 - 31.3.1961: kaplan Josef Pekárek (nar. 5.11.1910 Obděnice, zemřel 1.10.1978 Praha), pohřben v Obděnicích
- 1.6.1960 - 31.8.1975: administrátor ThDr. Miroslav Rajmon (nar. 26.3.1919 Sendražice u Hradce Králové)
- 1.9.1975 - 31.8.1985: farář ThDr. Miroslav Rajmon (nar. 26.3.1919 Sendražice u Hradce Králové, zemřel 3.1.1993), pohřben v Praze na Olšanech
- 1.9.1985 - 31.7.1990: administrátor excurrendo Mons. Jan Baxant
- 1.9.1985 - 31.7.1995: výpomocný duchovní Antonín Šorm
- 1.8.1990 - 31.8.1990: administrátor excurrendo Pavel Maria Baxant
- 1.9.1990 - 30.11.1991: administrátor Alois Kánský (nar. 20.10.1954 Praha)
- 1.3.1992 - 14.3.1997: administrátor PhDr. Jaroslav Zrzavý (nar. 23.8.1924 Křížová)
- 15.3.1997 - 25.2.2002: farář PhDr. Jaroslav Zrzavý (nar. 23.8.1924 Křížová, zemřel 25.2.2002), pohřben v Praze v Bubenči
- 7.3.2002 - 31.12.2006: administrátor excurrendo (z Holešovic) Alois Kánský (nar. 20.10.1954 Praha)
- 1.7.2002 - 30.6.2003: farní vikář excurrendo (z Holešovic) Zdzislaw Ciesielski
- 2.9.2002 - 31.12.2006: výpomocný duchovní ThDr. Bogdan Stanislaw Pelc
- 1.7.2003 - 31.8.2005: farní vikář excurrendo Ing. Marek Miškovský
- 1.1.2005 - 31.12.2006: výpomocný duchovní (z Holešovic) Alois Kánský
- 1.9.2005 - 30.6.2007: farní vikář excurrendo (z Holešovic) RNDr. Vladimír Kalík
- 1.7.2006 - 30.6.2008: farní vikář excurrendo (z Holešovic) RNDr. Matúš Kocian, Ph.D.
- 1.1.2007 - 30.8.2008: administrátor ThDr. Bogdan Stanislaw Pelc
- 1.7.2008 - 30.6.2009: farní vikář excurrendo (z Holešovic) Martin Vlček
- 1.9.2008 - 31.10.2008: administrátor excurrendo (z Holešovic) Alois Kánský (nar. 20.10.1954 Praha, zemřel 31.10.2008 Praha), pohřben v Praze na Vinohradském hřbitově
- 1.9.2008 - 31.8.2009: farní vikář excurrendo (z Holešovic)  ThLic. Jaroslav Ścieraszewski
- 7.11.2008 - 31.12.2008: administrátor excurrendo (z Karlína) Miroslav Cúth
- 1.1.2009 - 30.6.2011: administrátor excurrendo (z Holešovic) Pavel Semela
- 1.7.2009 - 30.6.2011: farní vikář excurrendo (z Holešovic) MUDr. Jiří Korda
- 1.7.2011 - 30.6.2013: administrátor excurrendo (z Holešovic) Ing. Mgr. Michal Kimák
- 1.7.2013 - 14.11.2014: administrátor  Ing. Mgr. Michal Kimák
- 1.11.2014 - 31.10.2015: výpomocný duchovní (z Holešovic) Mgr. Michael Jan Špán
- 15.11.2014 - 30.9.2015: administrátor excurrendo (z Holešovic) Pavel Semela
- od 1.10.2015 do 31. 7. 2025: farář ICLic. Mgr. et Mgr. Miloš Szabo, ThD.
- od 1. 8. 2025: administrátor P. ThLic. Petr Havlík, PhD.